# Kasba van de Oudaya's
De Kasba van de Oudaya's is een kasba in Rabat, de hoofdstad van Marokko. Sinds 2012 is dit fort opgenomen op de Werelderfgoedlijst, als onderdeel van de inschrijving Rabat, moderne hoofdstad en historische stad: een gedeelde erfenis.

## Geschiedenis
Al in de tiende eeuw stond er aan de monding van de Bouregreg een ribat, een vesting waar religieuze strijders gelegerd waren. De Almohaden legden rond 1150 de basis van de huidige kasba, toen zij na hun overwinning op de Almoraviden de vesting opnieuw optrokken. Zij gaven haar ook een nieuwe naam: al-Mahdiyya, naar de spirituele stichter van hun dynastie Ibn Toemart. De Almohaden voegden onder meer een moskee toe, de Jamaa al Atiq, de oudste nog bestaande van de stad.
Na het overlijden van de grote kalief Yaqub al-Mansur in 1199 raakte de kasba in verval. Pas toen de morisken aan het begin van de zeventiende eeuw uit Spanje verdreven werden en zo'n 2000 van hen in Rabat neerstreken, werd de vesting grondig opgeknapt. Nadat de Alawieten onder Moulay al-Rashid in 1666 de piratenrepubliek Rabat onder controle hadden gekregen, werd de kasba verder uitgebreid. De sultans legerden er een garnizoen Oudaya's, een Arabische stam uit Zuid-Marokko.

## Architectuur
Het noordelijke deel van de kasba heeft nog de oorspronkelijke Almohadische muren, 2,5 meter breed en 8 tot 10 meter hoog. Op het hoogste punt verrijst de Bab el Kébir, aan het eind van de twaalfde eeuw gebouwd voor Yaqub al-Mansur. Deze okerkleurige poort is een hoogtepunt van de Almohadische kunst. De zwikken van de hoefijzerboog zijn rijk versierd met lofwerk in diep reliëf. De slangen aan de onderkant van de boog zijn een ongebruikelijk element in de Marokkaanse kunst. Om de zwikken heen loopt een tekst in Koefisch schrift. Achter de toegangsdeur liggen drie vierkante ruimtes. Een tweede deur geeft uiteindelijk toegang tot de kasba zelf. Ook deze deur is aan de buitenkant versierd, zij het minder uitbundig.
In de zuidelijke uitbreiding van de kasba liet Moulay Ismail een paleis bouwen dat dienstdeed als buitenverblijf en later als madrassa. Het gebouw herbergt het Musée National des Bijoux (Nationaal sieradenmuseum). Rondom het museum ligt de Jardin des Oudaïas, een fraaie Andalusische tuin uit het begin van de negentiende eeuw.

## Afbeeldingen

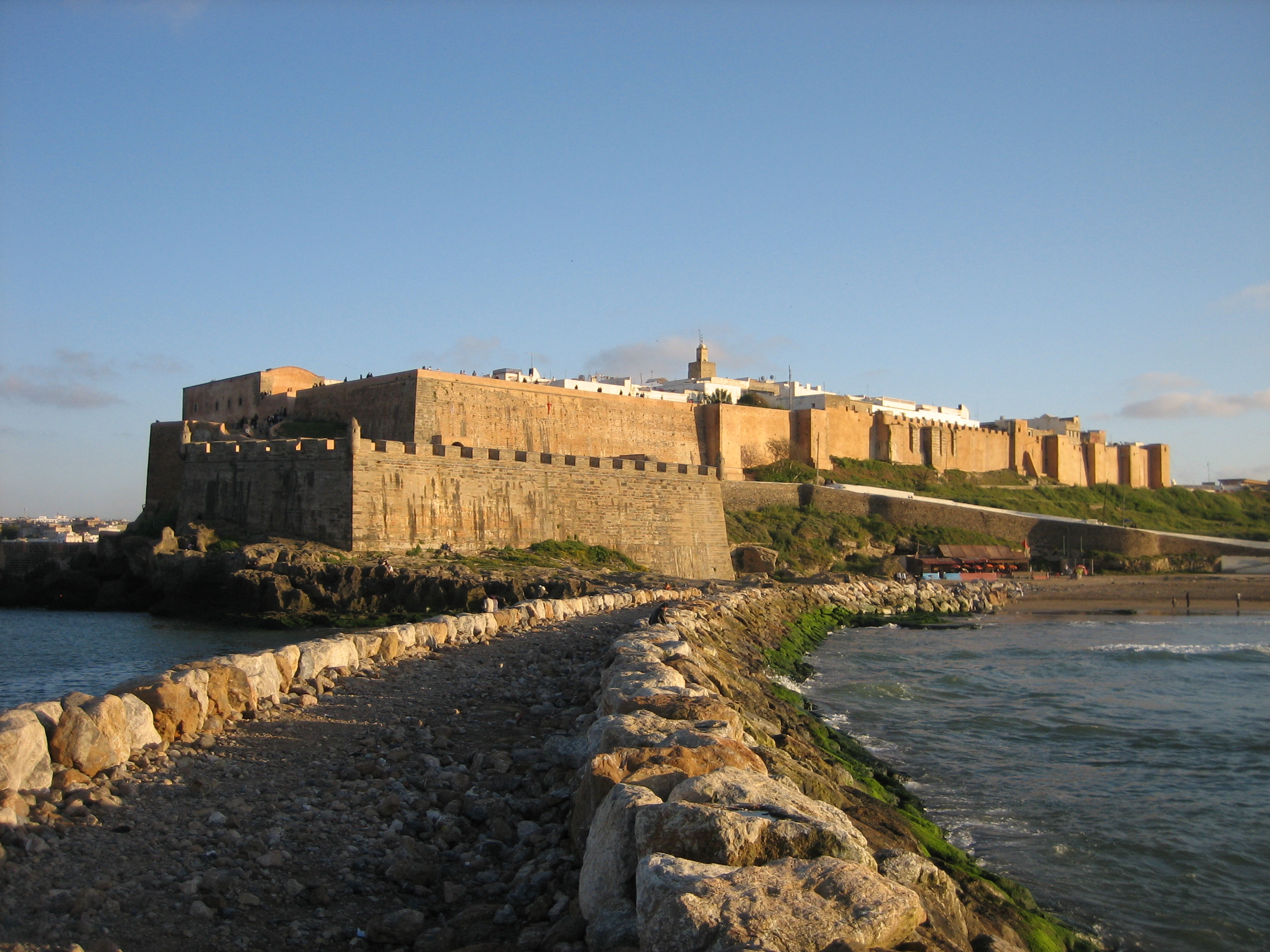
zicht vanuit het noorden
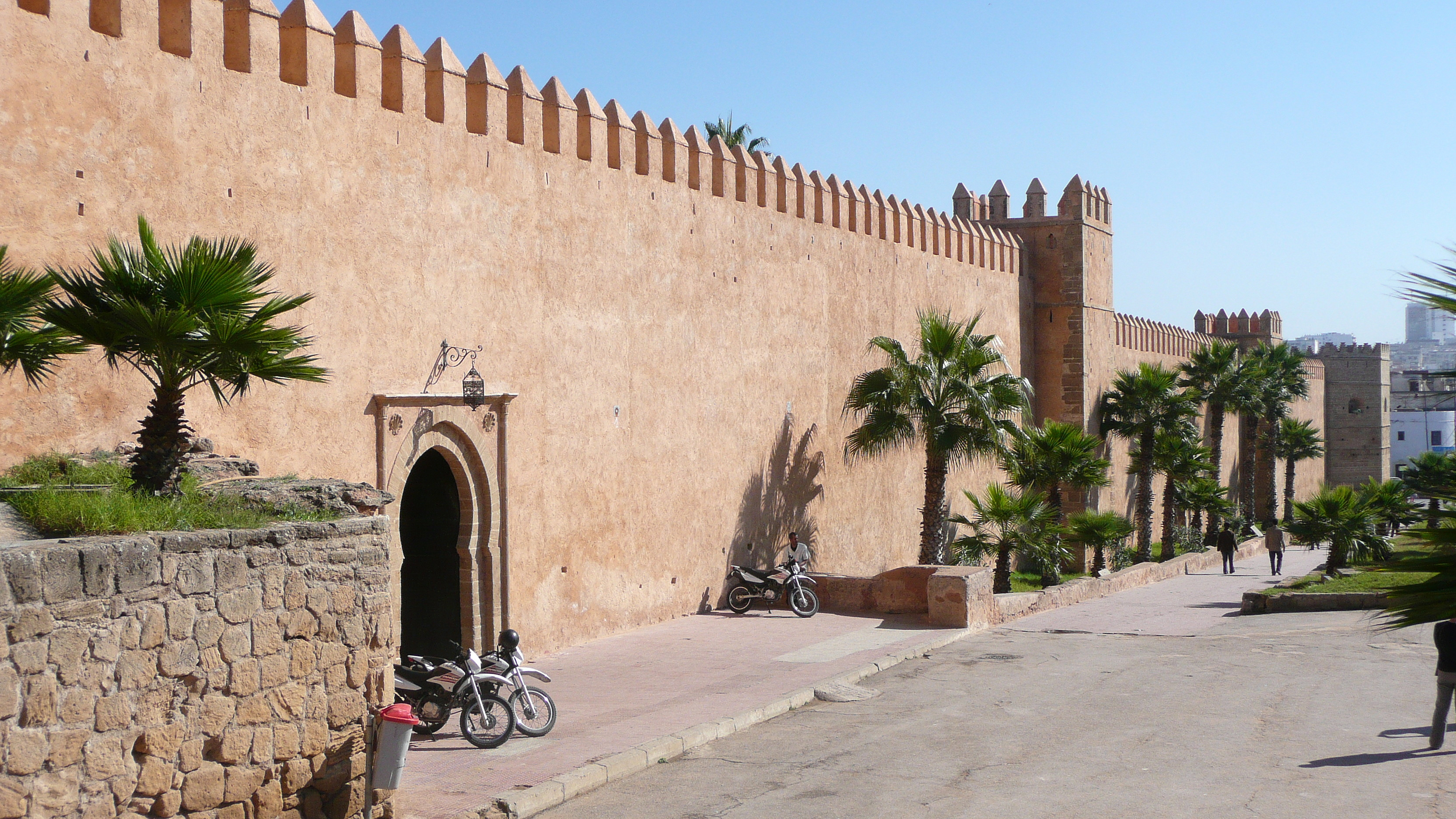
de muur van de Alawieten
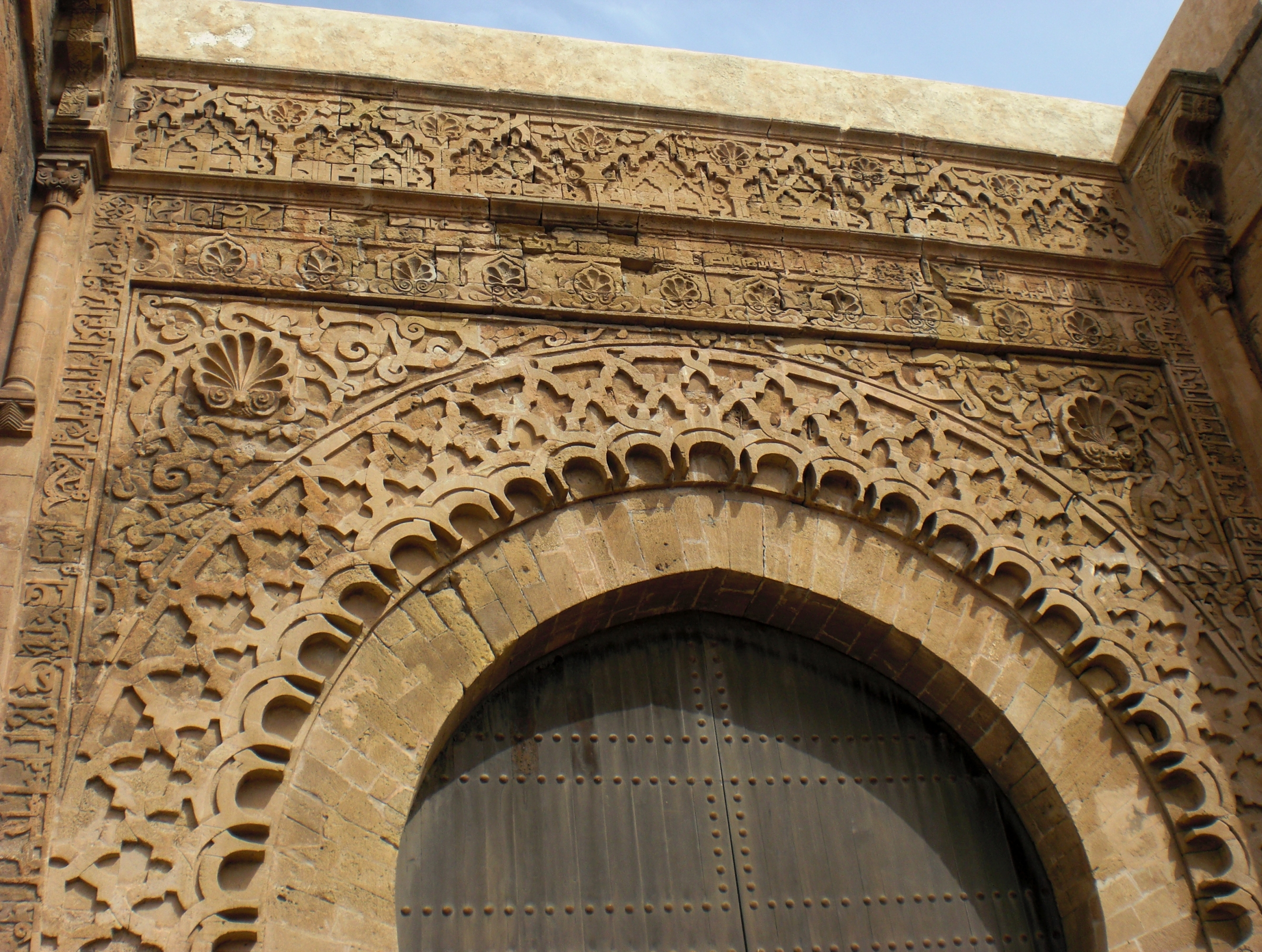
Bab el Kébir
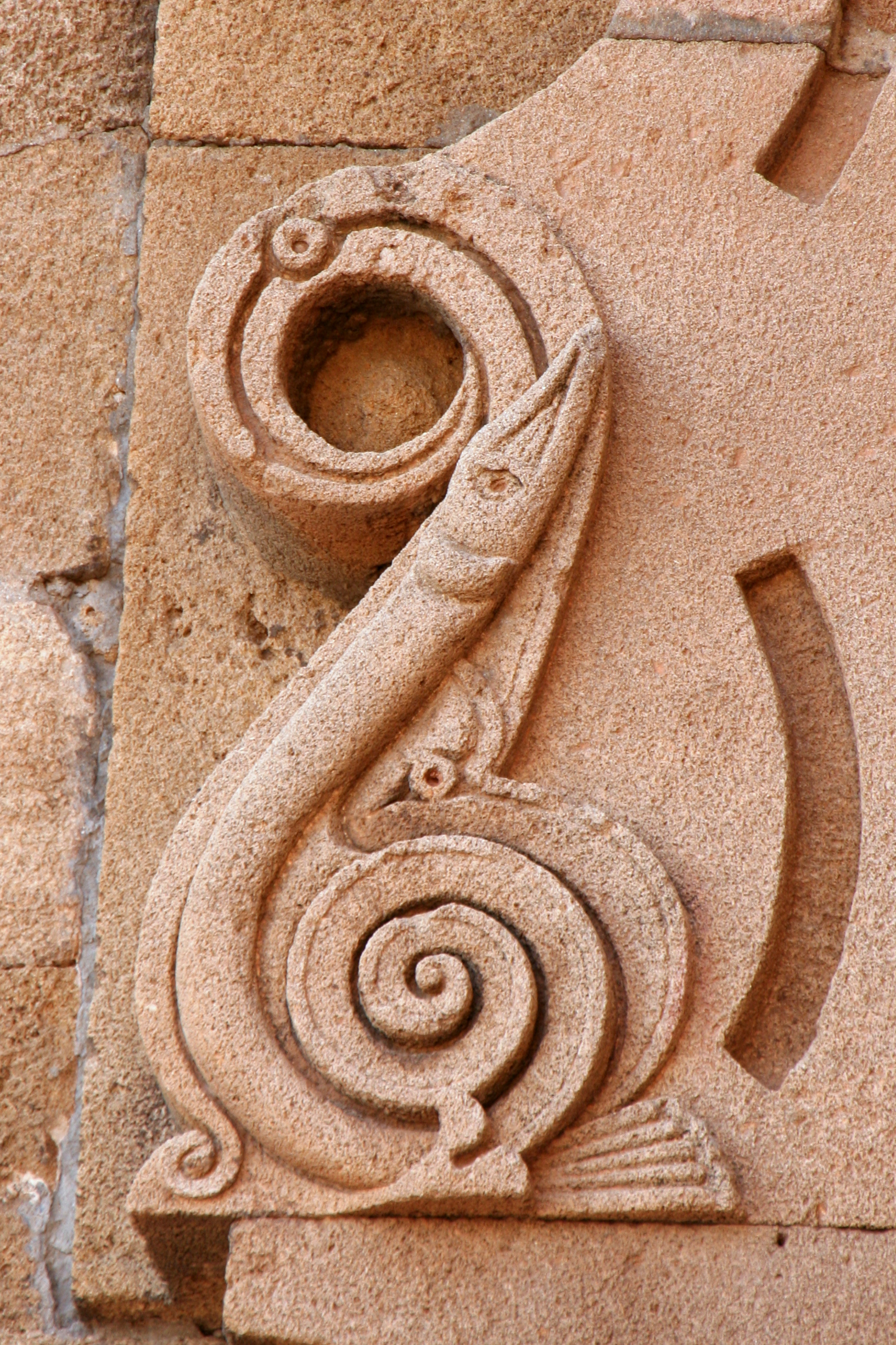
Slangenmotief op de Bab el Kébir
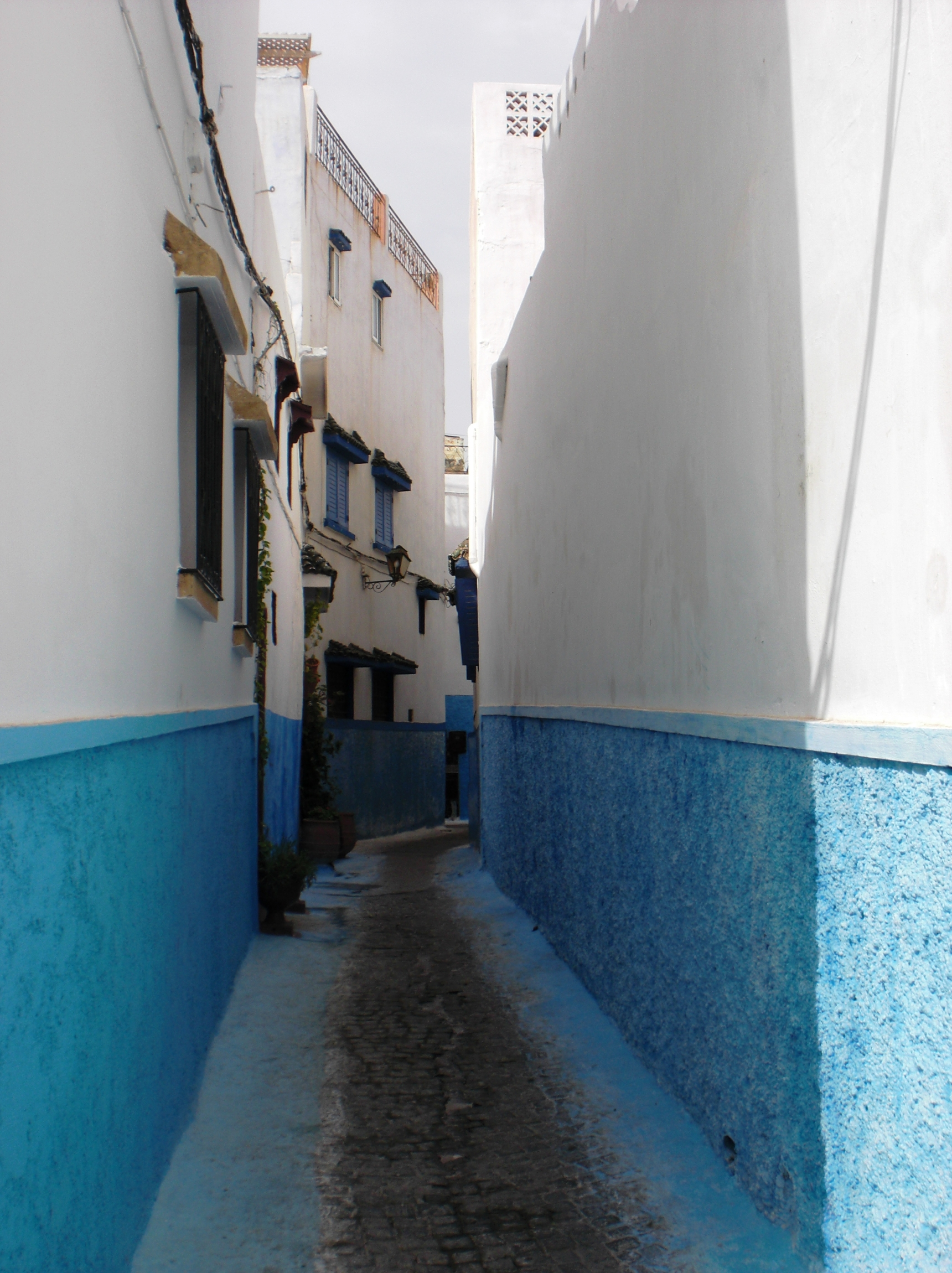
steegje in de kasba